# Brian Lara Cricket
Brian Lara Cricket est un jeu vidéo de cricket sorti en 1995 sur Amiga et Mega Drive. Le jeu a été développé par Audiogenic et édité par Codemasters.